# 千葉県道62号成田松尾線
千葉県道62号成田松尾線（ちばけんどう62ごう なりたまつおせん）は、千葉県成田市と山武市とを結ぶ県道（主要地方道）である。

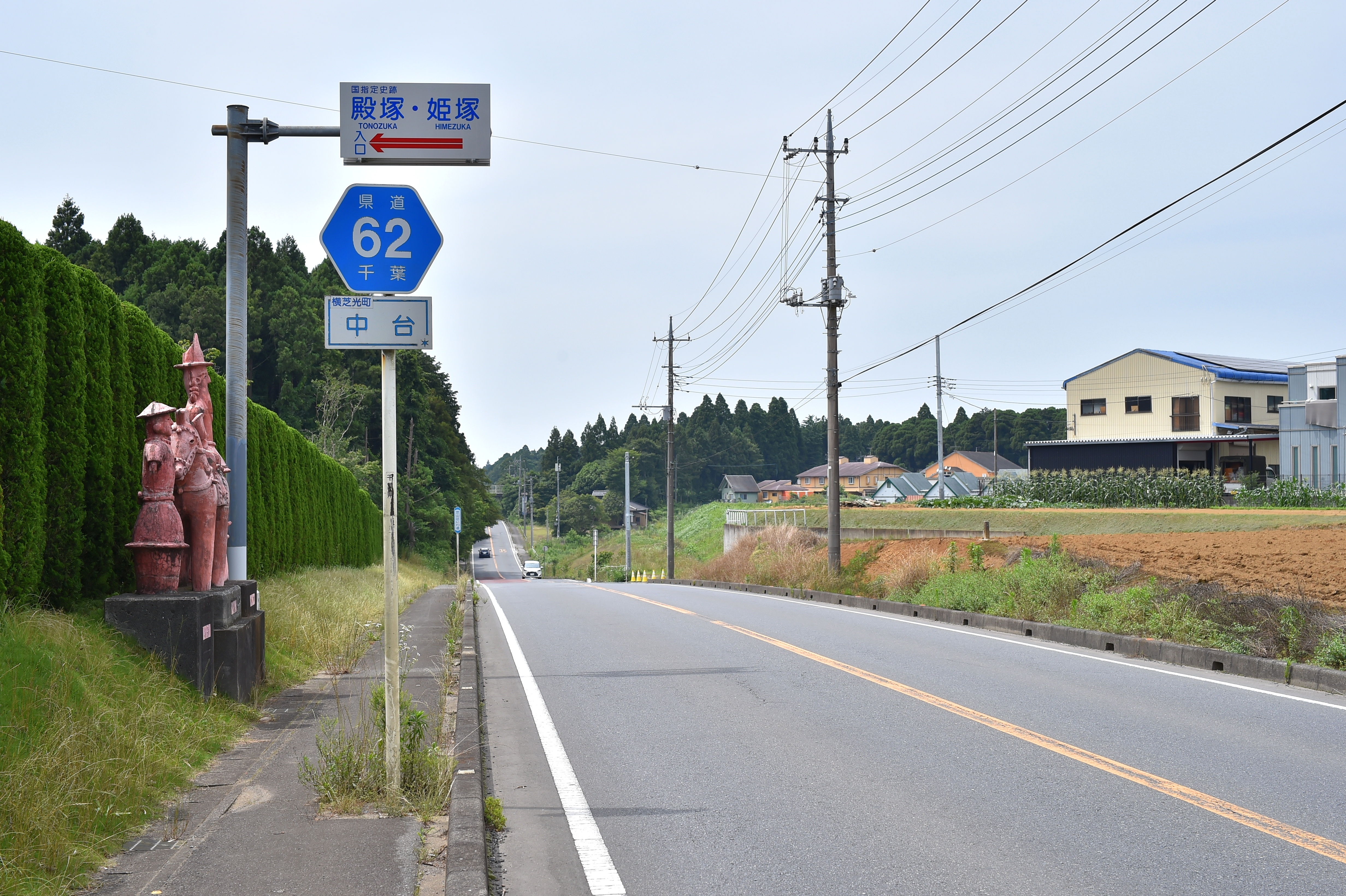
千葉県道62号成田松尾線・横芝光町中台（2023年6月）

## 概要

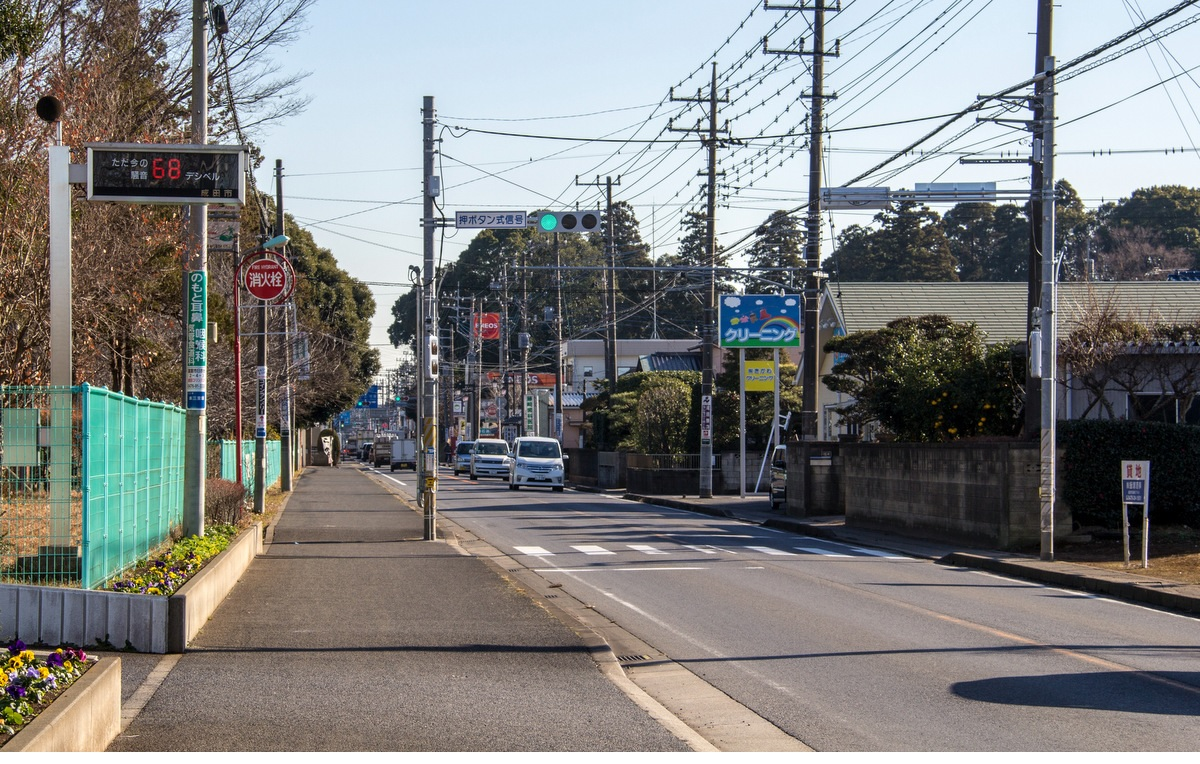
成田市本三里塚 成田市立三里塚小学校付近

起点を成田市寺台の国道51号との交点とする「旧道」と、後述する「新道」があり、山武郡芝山町宝馬で合流している。千葉県道44号成田小見川鹿島港線が「旧道」の成田市寺台（国道51号交点）から成田市小菅交差点まで重複しており、千葉県道112号成田成東線が「旧道」の成田市大清水から山武郡横芝光町中台まで重複している。
「新道」は道路としては国道295号の続きで、成田空港第2ゲート前から国道295号の下り線の2車線のみ（従ってこの間は片側1車線）が空港内を高架で通過し、第6ゲート付近から国道296号との交点まで再び4車線（片側2車線）になっており、この道路の第6ゲートの少し南側から（即ち空港地帯を抜けたところから）が「千葉県道62号成田松尾線」に指定されている。このようなことから「起点」は必ずしも明瞭ではなく、ここでは便宜上「（成田空港）」とする。
途中の山武郡横芝光町遠山で、首都圏中央連絡自動車道の松尾横芝ICに接続、終点は、山武市松尾町松尾の「猿尾」である。終点の「猿尾トンネル出口」で、国道126号とこれに重複する千葉県道22号千葉八街横芝線および、ここを起点とする千葉県道58号松尾蓮沼線に接続する。
埴輪で有名な山武郡芝山町を通ることから「千葉県道路愛称制定委員会」制定の芝山はにわ道の愛称があり、同町内の道沿いの所々に「ふるさと創生事業」を活用して作成された武人や馬などの埴輪のオブジェが立っている。
建設にあたり、成田国際空港周辺整備のための国の財政上の特別措置に関する法律（成田財特法）による補助金のかさ上げの適用を受けている。（県道2期）

### 路線データ
- 総延長：*.* km（成田土木事務所管内区間：16.148 km[3]、山武土木事務所管内：*.* km）
- 重用延長：*.* km（成田土木事務所管内区間：0.828 km、山武土木事務所管内：*.* km）
- 未供用延長：なし（成田土木事務所管内区間：0.0 km、山武土木事務所管内：*.* km）
- 実延長：*.* km（成田土木事務所管内区間：15.320 km[3]、山武土木事務所管内：*.* km）

## 歴史
- 1998年（平成10年）3月30日 - 千葉東金有料道路東金IC - 松尾横芝IC間開通（この道路に接続）
- 1998年（平成10年） - 千葉県道路愛称制定委員会により芝山はにわ道に制定
- 2006年（平成18年）3月25日 - 銚子連絡道路とそれに接続する松尾横芝インターチェンジが開通（ただし、銚子方面への出入口はなし）
- 2007年（平成19年）3月28日 - 宝馬地区区間の完成に伴い、芝山バイパス全面開通

## 愛称
- 芝山はにわ道

## 起点・終点
- 起点（旧道）：成田市寺台（国道51号交点）
- 起点（新道）：（成田空港）
- 終点：山武市松尾町松尾（猿尾トンネル出口＝国道126号交点、千葉県道58号松尾蓮沼線起点）

## 重複区間
- 千葉県道112号成田成東線
成田市大清水 - 山武郡横芝光町中台
- 千葉県道44号成田小見川鹿島港線
　成田市寺台　-　成田市小菅

## 通過する自治体
- 千葉県
  - 成田市（旧道）
  - 山武郡
    - 芝山町
    - 横芝光町

  - 山武市

## 接続するおもな道路
旧道
- 国道51号（成田市寺台）

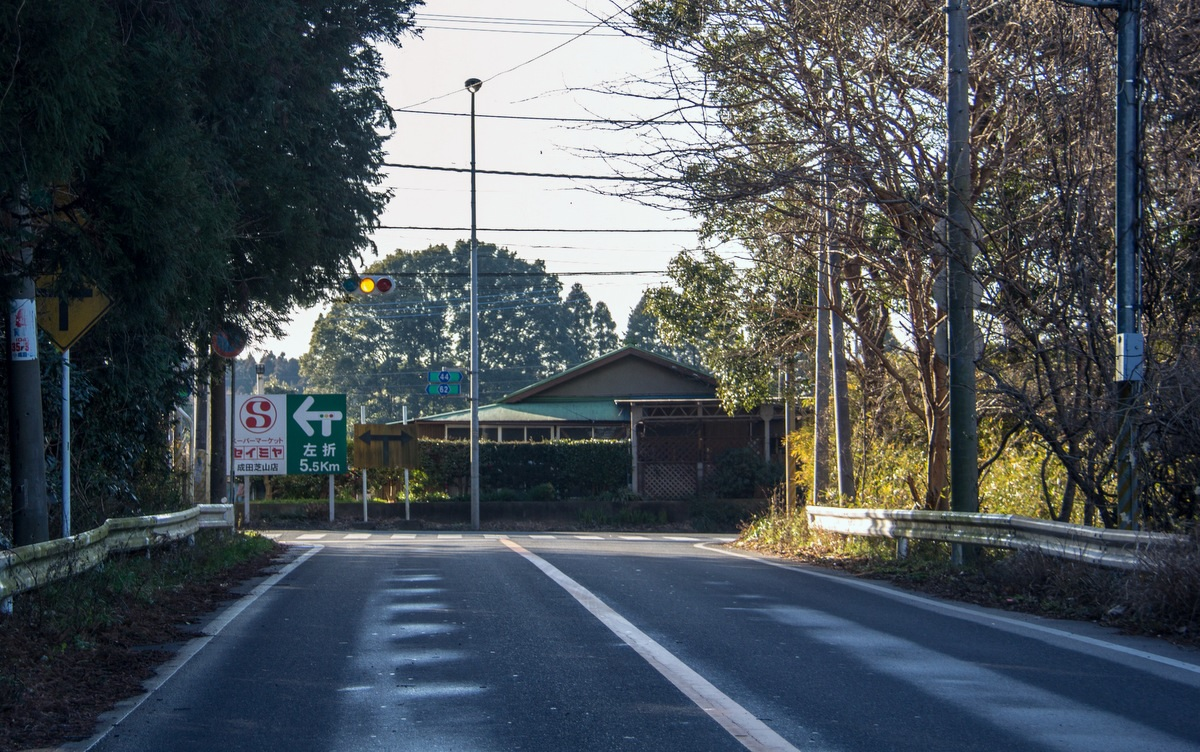
成田市小菅交差点

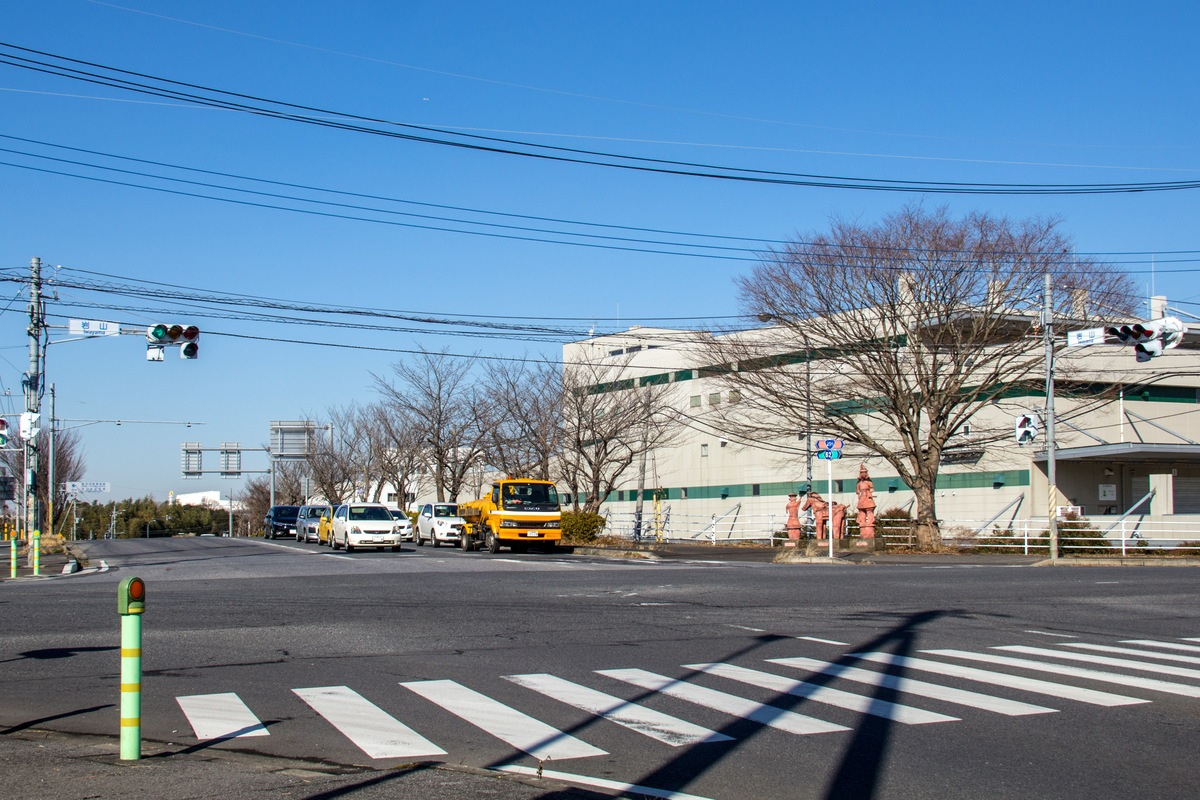
芝山町岩山交差点（国道296号）

- 千葉県道44号成田小見川鹿島港線（成田市寺台-成田市小菅、重複）
- 千葉県道112号成田成東線（成田市大清水 - 山武郡横芝光町中台、重複）
- 国道296号(成田市、南三里塚交差点)
- 新道と一度合流（山武郡芝山町宝馬 （山田交差点））
- 千葉県道290号（山武郡芝山町）
- 千葉県道45号八日市場八街線（山武郡芝山町）
- 千葉県道45号八日市場八街線（山武郡芝山町）
- 千葉県道116号横芝山武線（山武市松尾町）
- 大総新道（山武郡横芝光町）
- 新道と合流（山武郡横芝光町 信号なし）

新道
- 新空港自動車道（成田空港）
- 国道295号（成田空港）
- 千葉県道106号八日市場佐倉線（山武郡芝山町大里）
- 国道296号（山武郡芝山町岩山）
- 旧道と一度合流（山武郡芝山町宝馬 （山田交差点）） ：北緯35度43分01秒 東経140度23分53秒 / 北緯35.71694度 東経140.39806度
- 千葉県道45号八日市場八街線（山武郡芝山町小池）
- 千葉県道112号成田成東線・千葉県道116号横芝山武線（山武市松尾町山室（山室交差点））
- 大総新道（山武郡横芝光町 大総新道入口）
- 新道と合流（山武郡横芝光町 信号なし）
- 首都圏中央連絡自動車道（圏央道）松尾横芝IC（山武郡横芝光町遠山） ：北緯35度39分48秒 東経140度26分20秒 / 北緯35.66333度 東経140.43889度
- 国道126号・ 千葉県道22号千葉八街横芝線、千葉県道58号松尾蓮沼線（山武市松尾町松尾（猿尾交差点））